# Okręg zajeczarski
Okręg zajeczarski (serb. Zaječarski okrug / Зајечарски округ) – okręg we wschodniej Serbii, w regionie Serbia Centralna.

## Podział administracyjny
Okręg dzieli się na następujące jednostki:
- miasto Zaječar
- gmina Boljevac
- gmina Knjaževac
- gmina Sokobanja

Demografia etniczna (2002):
- Serbowie – 124 427 (90.45%)
- Wołosi – 7 155 (5.20%)
- Romowie – 1 194 (0.87%)
- Jugosłowianie – 422
- Czarnogórcy – 296
- Macedończycy – 271
- Bułgarzy – 155
- łącznie – 137 564